# 拉瓦拉德
拉瓦拉德（法語：Lavalade，法語發音：[lavalad]）是法国多尔多涅省的一个市镇，属于贝尔热拉克区。

## 地理
拉瓦拉德（44°41'43"N, 0°51'48"E）面积3.95 平方千米，位于法国新阿基坦大区多爾多涅省，该省份为法国西南部内陆省份，是法國本土面积第三大的省，大致对应佩里戈尔地区，北起顺时针与夏朗德省、上维埃纳省、科雷兹省、洛特省、洛特-加龙省、吉倫特省和滨海夏朗德省接壤。
与拉瓦拉德接壤的市镇（或旧市镇、城区）包括：洛尔姆、马尔萨莱斯、圣卡西安、朗皮约。

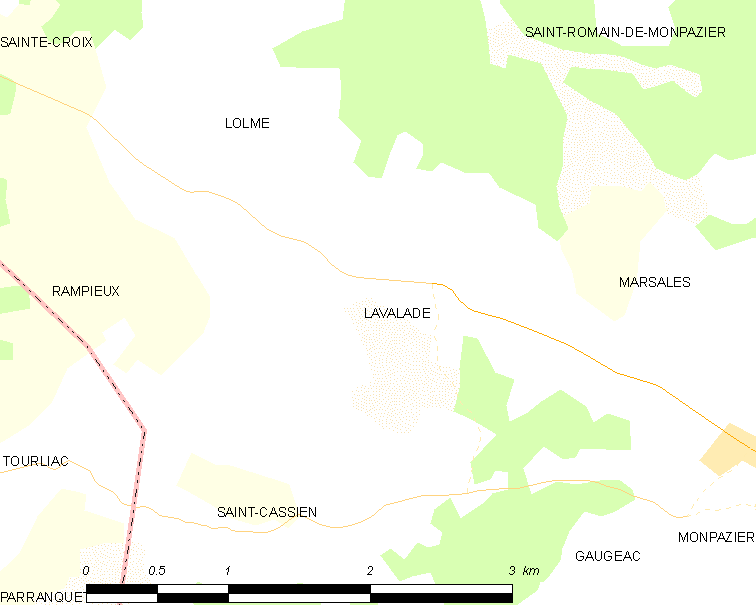
拉瓦拉德的OSM定位图

拉瓦拉德的时区为UTC+01:00、UTC+02:00（夏令时）。

## 行政
拉瓦拉德的邮政编码为24540，INSEE市镇编码为24231。

## 政治
拉瓦拉德所属的省级选区为拉兰德县。

## 人口

1962-2008年间拉瓦拉德人口变化图示

拉瓦拉德于2022年1月1日时的人口数量为105人。